# Замок Эстли
Замок Эстли (англ. Astley Castle) — укреплённый особняк XVI века со рвом в Норт-Уорикшире. В 1952 году внесён в список памятников архитектуры II* степени, а в 1994 года — в список памятников древности. С начала 1960-х годов и до пожара 1978 году в замке размещалась гостиница, позже он был заброшен и официально считался зданием, находящимся под угрозой. В 2012 году после обширной реконструкции усадьба снова стала доступна для аренды; она виртуозно сочетает современные элементы и руины.

## История
Бароны Эстли владели имением с XII века. Маловероятно, что в Эстли когда-либо был полноценный «замок». Сэр Уильям Эстли умер в 1420 году, оставив поместье единственной дочери Джоан, которая в 1415 году вышла замуж за Реджинальда Грея, 3-го барона Грея из Ратина, которые правили на Валлийской марке. Греи перестроили усадьбу в 1555 году, и большая часть руин датируется этим или более поздним периодом. Это было прямоугольное 2-этажное здание, укреплённое бруствером.
В период владения Греев в XV—XVI веках усадьба была в центре государственных событий. Здесь сэр Джон Грей женился на Елизавете Вудвилл, которая после его смерти в 1461 году стала женой короля Эдуарда IV и королевой Англии. Её дочь Елизавета Йоркская стала королевой в 1486 году после свадьбы с Генрихом VII. Фрэнсис Брэндон, внучка Елизаветы Йоркской, вышла замуж за Генри Грея, герцога Саффолка, и их дочь леди Джейн Грей была провозглашена королевой в 1553 году. Она, её муж и отец были казнены в 1554 году. Семья была обесчещена. Замок Эстли был разграблен, конфискован короной и перепродан Эдварду Чемберлену, который восстановил его и внёс множество изменений.
Замок Эстли был оплотом сторонников парламента во время Гражданской войны в Англии, который противостоял сети небольших гарнизонов роялистов, наводнивших эту часть Мидлендса, пользуясь поддержкой окрестных деревень. Капитан Хант и лейтенант Гудер Хант командовали здесь примерно тридцатью пятью солдатами в июле 1644 года. В роялистских пропагандистских листовках замок Эстли описывался как управляемый ремесленниками, сапожниками и торговцами; подчёркивалось, что Хант был «неграмотным сапожником» до войны, преследуемый по закону в 1647 году за «реквизицию» лошади джентльмена.
В 1674 году замок был продан баронетам Ньюдигейт из Арбери Холла, и стал их второй резиденцией. Здесь жил генерал-лейтенанта Эдвард Ньюдигейт до своей смерти в 1902 году.
В XX веке поместье было сдано в аренду, а в начале 1960-х годов превратилось в гостиницу. Пожар в 1978 году сильно повредил здание, и оно пришло в запустение. В начале 2000-х владельцы вместе с English Heritage, местными властями и Landmark Trust начали реставрацию, которая была завершена в 2012 году. Они стремились создать «ориентир XXI века», в котором были бы современные жилые помещения соседствовали с руинами. Реставрация получила премию Стирлинга 2013 года.